# NN-11
La carretera NN‑11 es un tramo secundario (T.S.) de aproximadamente 16,15 km, inaugurado en 2024, que conecta el límite municipal de Dipilto–Macuelizo (Nueva Segovia) con la intersección en Dipilto Viejo (Madriz). Esta ruta sirve como conexión entre la zona montañosa del norte de Nicaragua y la principal vía nacional NIC‑15.

## Trazado
Comienza al noroeste en la Quebrada El Horno (frontera municipal Dipilto–Macuelizo), avanza hacia el sureste y finaliza al encontrase con la NIC-15, en las cercanías de Dipilto Viejo.

## Intersecciones
- NIC‑15 – Crucero en Dipilto Viejo
- Sirve como ruta alterna a la panamericana en jornadas altas de tráfico o eventos climáticos

## Estado y características
Es una carretera secundaria completamente pavimentada inaugurada en 2024. Según registros de Google Maps y TravelMapping, la vía tiene relevancia local al conectar la NIC‑15 con zonas rurales inaccesibles antes de su apertura.